# Over havet under himlen
Over havet under himlen er Sebastians tredje studiealbum, udgivet i 1973. Det er det første Sebastian-album med Nils Henriksen som guitarist. Han medvirkede på de fleste efterfølgende albums. Albummet indeholder bl.a. en sangcyklus på side 2 om en havfærd imod nye idéer eller ny mening. Derudover optræder der en sørøversang, "Hey ho", hvilket kan ses som et forvarsel om Sebastians senere musical Skatteøen.
Over havet under himlen nåede ikke helt den samme popularitet som Den store flugt, selvom den vandt sølv for 25.000 solgte eksemplarer i 1974. Ifølge Torben Bille skyldtes den mere moderate succes, at pladen var tekstligt og musikalsk overlæsset og uden et oplagt hit (selvom "Vascomat Liza" udkom på single).

## Numre

### Side 1
1. "In eller out (brev til min pige på landet)" (4:30)
2. "Der står en mand i vejen" (3:45)
3. "Jesus (uddrag fra en hospitalsjournal)" (4:10)
4. "Vascomat Liza" (3:00)
5. "Afgrunden" (3:46)

### Side 2
1. "Hey ho" (2:44)
2. "Over havet under himlen" (4:30)
3. "Tusmørke tanker" (3:50)
4. "Forlis" (2:55)
5. "Månedans" (3:30)
6. "Stranding" (3:30)

Tekst og musik: Sebastian
Mørks Musikforlag, 1973